# Menua
Menua in lingua armena Մենուա, (... – 786 a.C.) è stato un re armeno, quinto re di Urartu, che regnò dall'810 a.C. al 786 a.C. circa.

## Biografia
Figlio minore del precedente re di Urartu, Ishpuini, venne associato dal padre al ruolo di co-regnante negli ultimi anni del suo regno. Menua ampliò il regno attraverso numerose guerre contro i paesi vicini e lasciò un gran numero di iscrizioni in tutta la regione. Organizzò una struttura amministrativa centralizzata, fortificò una serie di città e costruì diverse fortezze. Tra queste quella di Menuakhinili che si trova sul Monte Ararat. Sviluppò un canale e un sistema di irrigazione ad esso collegato che si estendeva in tutto il regno. Molti di questi canali sono ancora in uso oggi.
Gli succedette il figlio Argishtis I.